# 尖形碘泡虫
尖形碘泡虫（学名：Myxobolus acutus）为碘泡科碘泡虫属的动物。在中国，分布于湖北等，营寄生生活，寄生在鲫的肾、鳃。